# Scooby-Doo e i pirati dei Caraibi
Scooby-Doo e i pirati dei Caraibi (Scooby Doo! Pirates Ahoy!) è un film del 2006 prodotto e diretto da Chuck Sheetz. È un film d'animazione prodotto per il mercato video e basato sui personaggi di Scooby Doo di Hanna Barbera.

## Trama
Fred sta regalando alla banda di Mystery Inc. di condividere il suo regalo di compleanno: una crociera misteriosa, i complimenti dei suoi genitori Skip e Peggy. Mentre si preparano per il varo della nave, Scooby e Shaggy hanno un incontro inquietante con un uomo ammantato dall'aspetto sinistro, che i due sono sicuri non stia facendo nulla di buono. La banda incontra l'iper-direttore della crociera, Sunny St. Cloud, e il capitano, il capitano Crothers. Il Capitano dice che sono diretti al Triangolo delle Bermuda e St. Cloud promette qualche intrigo inquietante. Segue un montaggio di "misteri" sciatti messi in scena da St. Cloud e dal capitano Crothers, che la banda risolve con facilità. Questo irrita gli altri ospiti, che ora non hanno misteri da risolvere. Presto salvano Rupert Garcia, un uomo disperso in mare, che racconta di un incontro con dei pirati fantasma. La banda presume naturalmente che questa sia una configurazione per un altro mistero. Viene portato sottocoperta mentre un uomo in un jet-pack appare dal cielo e atterra sul ponte. Si scopre essere Biff Wellington, un miliardario inglese noto per essere amante del divertimento ma eccentrico. Anche lui ha intenzione di rimanere sulla nave.
Quella notte, la banda partecipa a una cena in maschera. Sul palco appare l'inquietante uomo ammantato, che si scopre essere Mister Mysterio, un famoso ipnotizzatore. Shaggy e Scooby vengono scelti dal pubblico per dimostrare i suoi poteri, ma si dimostrano immuni al suo ipnotismo: eppure il pubblico cade in trance. Mysterio dissipa l'ipnotismo e scompare in uno sbuffo di fumo. La nebbia inquietante avvolge poi la nave da crociera. I pirati fantasma guidati dal capitano Barbagrigia e dal suo primo ufficiale Wally Gambadilegno, provocano il caos, inseguendo gli ospiti della crociera, che scompaiono tutti misteriosamente. Skip e Peggy vengono rapiti e i pirati si ritirano nel galeone e se ne vanno (dopo aver affondato la nave da crociera). In questo momento, la banda si rende conto che è un vero mistero e loro e Rupert sono gli unici rimasti a bordo della nave danneggiata.
Con il suo aiuto, seguono la scia luminosa lasciata dal galeone e arrivano in un porto segreto. Lì trovano la vecchia nave di Rupert e poi vengono catturati dai pirati fantasma, che li portano a bordo del loro galeone. I pirati stanno cercando di trovare la Luce Divina: un meteorite caduto dal cielo 200 anni fa, che si dice sia la fonte del potere del Triangolo e che potrebbe essere individuato usando il quadro antico di Rupert e le sue abilità di astrocartografo. La banda è legata all'albero maestro insieme a Skip, ma non ci sono altri ospiti della crociera in giro.
Il galeone entra nel cuore del triangolo e inizia a vedere i fantasmi del triangolo: gli aerei della seconda guerra mondiale, la nave USS Cyclops, persino un serpente marino. In mezzo a questo, la banda riesce a scappare ed esplorare sottocoperta. Trovano molte attrezzature moderne che sono state utilizzate per proiettare le immagini spettrali a cui si è appena assistito. La nave entra in uno strano anello di rocce e tira su la Luce Divina, che si illumina di una luce dorata.
La banda quindi progetta una trappola, che fallisce. I pirati tentano quindi di riconquistare la banda, portando a una sequenza di inseguimenti di Scooby-Doo, in cui l'intero equipaggio dei pirati viene catturato da Scooby e Shaggy. Il capitano Barbagrigia si rivela essere Wellington e Wally si rivela essere Mysterio. I restanti pirati risultano essere gli ospiti della crociera, i compagni di bordo di Rupert e le passate vittime dei pirati. Wellington spiega che Mysterio lo ha convinto che era la reincarnazione di un pirata morto anni fa e che poteva usare il meteorite per teletrasportarsi indietro nel tempo. Mysterio ha usato questo stratagemma per convincere Wellington a finanziare la ricerca del meteorite. L'equipaggio era solo vittima dell'ipnosi sotto il potere di Mysterio. Il vero motivo di Mysterio era che la Luce Divina è in realtà un gigantesco blocco di oro puro e lui l'avrebbe rubata per arricchirsi.
In questo momento, si verifica una reazione vulcanica e la banda deduce che le forze del triangolo vogliono che il meteorite torni indietro, quindi la lasciano cadere di nuovo in acqua, e un po' di sterzo di Fred fa uscire per un soffio il galeone dall'anello mentre si sbriciola nel mare. Gli ospiti della crociera usano il galeone come una grande barca per feste mentre tornano a Miami per consegnare i cattivi alle autorità.

## Contenuti speciali nel DVD
- Galleria di trailer
- Gioco interattivo

## Sequel
Alla fine del film il padre di Fred promette, scherzando, ai ragazzi, una vacanza in montagna l'anno successivo, ma Shaggy scherza consigliando di evitare un incontro con uno yeti. Il film realizzato l'anno successivo infatti rappresenta una vacanza in montagna con tanto di incontro con uno yeti. Quindi, di fatto, il film Stai fresco, Scooby-Doo! rappresenta un sequel di questo film.